# Festival Internacional de Cinema de Sant Sebastià 1975
La 23a edició del Festival Internacional de Cinema de Sant Sebastià va tenir lloc entre el 13 i el 24 de setembre de 1975. En aquesta edició continuava tenint la categoria A de la FIAPF, és a dir, festival competitiu no especialitzat.

## Desenvolupament
El començament del festival fou una mica accidentat. El que havia de ser president del jurat i objecte de retrospectiva, Henri-Georges Clouzot, no es va poder presentar i fou substituït per Antonio Isasi Isasmendi. El crític italià Claudio Bertieri també va renunciar a formar part del jurat. El festival es va inaugurar el 13 de setembre amb la presència del ministre d'informació León Herrera Esteban, el director general de cinematografia Rogelio Díez Alonso, l'alcalde Francisco Lasa Echarri i el president del festival Miguel Echarri amb una exposició de Press books de Luis Gómez Mesa i la projecció fora de concurs d' El Padrí II de Francis Ford Coppola, amb la presència de Mònica Randall, Valerie Perrine i Lee Strasberg. El dia 15 es van projectar la britànica Conduct Unbecoming i la soviètica (rodada en letó) Pūt, vējiņi. El dia 16 es van projectar Furtivos i Noc oranžových ohňů. El dia 17 es van projectar Una dona ofuscada i La guerra del cerdo, alhora que es produïen dues desercions més entre els membres del jurat (Miklós Jancsó i Pedro Olea). El dia 18 es van projectar Fatti di gente perbene i Die verlorene Ehre der Katharina Blum, que fou molt ben acollida per la crítica (tot i que finalment no va obtenir premi). El dia 19 foren projectades Pim, pam, pum... ¡fuego!, que va decebre els crítics, i la polonesa Moja wojna, moja miłość i el dia 20 Tarda negra i L'Histoire d'Adèle H., que fou presentada per la seva aleshores jove protagonista, Isabelle Adjani. El dia 21 foren projectades Bekötöt szemmel, Rainha Diaba i Una anglesa romàntica, el 22 Leonor i Der Richter und sein Henker i el 23 Tauró i Per què s'assassina un magistrat?. El 24 es van projectar Los cachorros i L'Agression Després es va projectar fora de concurs Això és l'espectacle i es va fer públic el veredicte del jurat, no mancat de polèmica. A l'entrega dels premis va assistir l'actriu italiana Gina Lollobrigida.

## Jurat oficial
- Antonio Isasi Isasmendi
- Robert Ardrey
- Betty Box
- José López Clemente
- Lajos Fazekas
- Charlotte Kerr
- Ignacio López Tarso

## Selecció oficial
Les pel·lícules de la selecció oficial de 1975 foren:
- Rainha Diaba d'Antonio Carlos da Fontoura
- Una dona ofuscada de John Cassavetes
- Bekötöt szemmel d'András Kovács
- Conduct Unbecoming de Michael Anderson
- Der Richter und sein Henker de Maximilian Schell
- Die verlorene Ehre der Katharina Blum de Volker Schlöndorff
- Tarda negra de Sidney Lumet
- Fatti di gente per bene de Mauro Bolognini
- Furtivos de José Luis Borau
- Tauró de Steven Spielberg
- L'Agression de Gérard Pirès
- L'Histoire d'Adèle H. de François Truffaut
- La guerra del cerdo de Leopoldo Torre Nilsson
- Leonor de Juan Luis Buñuel
- Los cachorros de Jorge Fons
- Moja wojna, moja miłość de Janusz Nasfeter
- Noc oranžových ohňů de Zbyněk Brynych
- Paco de Robert Vincent O'Neill
- Per què s'assassina un magistrat? de Damiano Damiani
- Pim, pam, pum... ¡fuego! de Pedro Olea
- Això és l'espectacle de Jack Haley, Jr.  (fora de concurs)
- El Padrí II de Francis Ford Coppola  (fora de concurs)
- Una anglesa romàntica de Joseph Losey
- Pūt, vējiņi de Gunārs Piesis

## Secció informativa
- Brother, Can You Spare a Dime? de Philippe Mora
- Dersu Uzala d'Akira Kurosawa
- Il portiere di notte de Liliana Cavani
- Jakob der Lügner de Frank Beyer
- James Dean: The First American Teenager de Ray Connolly
- Janis de Howard Alk
- Nazareno Cruz y el lobo de Leonardo Favio
- Örökbefogadás de Márta Mészáros
- Szerelmem, Elektra de Miklós Jancsó
- El dia de la llagosta de John Schlesinger

## Nous Directors
- Aloha, Bobby i Rose de Floyd Mutrux
- Ámokfutás de Lajos Fazekas
- Juan Pérez Jolote d'Archibaldo Burns
- Juan Vicente Gómez y su época de Manuel de Pedro
- La película de José María Paolantonio
- Le orme de Luigi Bazzoni
- País, S.A. d'Antonio Fraguas
- Strach d'Antoni Krauze
- The Groove Tube de Ken Shapiro
- Tobe hrana zvonit nebude de Vojtěch Trapl
- Tozi istinski maj d'Aleksandr Obreixkov
- Vanda teres de Jean-Marie Vincent

## Palmarès
Els premis atorgats en aquesta edició foren:
- Conquilla d'Or a la millor pel·lícula: Furtivos de José Luis Borau
- Conquilla d'Or (curtmetratge): Dwoje, de Piotr Szpakowicz
- Premi Especial del Jurat: Bekötöt szemmel, d'András Kovács
- Conquilla de plata (ex aequo): 
  - Der Richter und sein Henker de Maximilian Schell 
  - Una dona ofuscada de John Cassavetes
- Premi Sant Sebastià d'interpretació femenina: Gena Rowlands, per Una dona ofuscada de John Cassavetes
- Premi Sant Sebastià d'interpretació masculina: Al Pacino, per Tarda negra de Sidney Lumet
- Premi Perla del Cantàbric a la millor pel·lícula de parla hispana: Furtivos de José Luis Borau